# Rouleina
Rouleina es un género de peces marinos de la familia de los alepocefálidos, distribuidos por aguas profundas de todos los grandes océanos del planeta.
Su nombre es en honor de Louis Roule, célebre ictiólogo francés.

## Especies
Existen diez especies consideradas válidas:
- Rouleina attrita (Vaillant, 1888)
- Rouleina danae Parr, 1951
- Rouleina eucla Whitley, 1940
- Rouleina euryops Sazonov, 1999
- Rouleina guentheri (Alcock, 1892)
- Rouleina livida (Brauer, 1906)
- Rouleina maderensis Maul, 1948
- Rouleina nuda (Brauer, 1906)
- Rouleina squamilatera (Alcock, 1898)
- Rouleina watasei (Tanaka, 1909)